# Raión de Glazunovka
El raión de Glazunovka (ruso: Глазуно́вский райо́н) es un distrito administrativo y municipal (raión) ruso perteneciente a la óblast de Oriol. Se ubica en el sur de la óblast. Su capital es Glazunovka.
En 2023, el raión tenía una población de 10 245 habitantes.
El raión es limítrofe al sur con la óblast de Kursk.

## Subdivisiones
Comprende el asentamiento de tipo urbano de Glazunovka (la capital, que forma un ayuntamiento urbano sin pedanías) y 62 localidades rurales. Estas últimas se agrupan en los siguientes siete asentamientos rurales:
- Bogoródskoye
- Krásnaya Slobodka
- "Medvedevskoye" (con capital en Gremiáchevo)
- Otrada
- Ochkí (con capital en Arjánguelskoye)
- Senkovo
- Taguino